# Barrett M99
Il fucile M99 Barrett (Big Shot) è un fucile anti-materiale a configurazione bullpup,  prodotto nel 1999 (da qui la designazione M99) ed è uno dei modelli più recenti prodotti dalla Barrett Firearms Company già famosa per i precedenti M82 e M95.
Questo modello è un fucile di precisione anti-materiale usato in scenari dove il volume di fuoco è di minor importanza rispetto alla precisione, come in operazioni urbane contro cecchini nemici o per l'eliminazione di materiale esplosivo dove il raggio d'azione è relativamente più corto ma la potenza del cal .50 BMG è ancora necessaria per svolgere il lavoro.

## Storia, evoluzione e modelli
Questo modello è disponibile in due versioni, M99 e M99-1, che differiscono tra loro solo per la lunghezza della canna. La prima ha una canna da 33 pollici (838 mm) mentre la seconda ha la canna da 29 pollici (737 mm). Inoltre, per entrambe le versioni è disponibile, oltre al calibro .50 BMG, anche il calibro .416 Barrett.

## Tecnica
L'M99 inizialmente è stato concepito per essere un'alternativa meno costosa al più diffuso M95, e nonostante esternamente sia molto simile ai precedenti modelli l'M99 ne differisce in vari aspetti. Innanzitutto è un fucile a otturatore girevole-scorrevole a caricamento successivo e singolo; questo vuol dire che dopo ogni colpo ne deve essere inserito manualmente uno nuovo direttamente in camera dalla finestra di espulsione, e per questo non è presente il caricatore. 

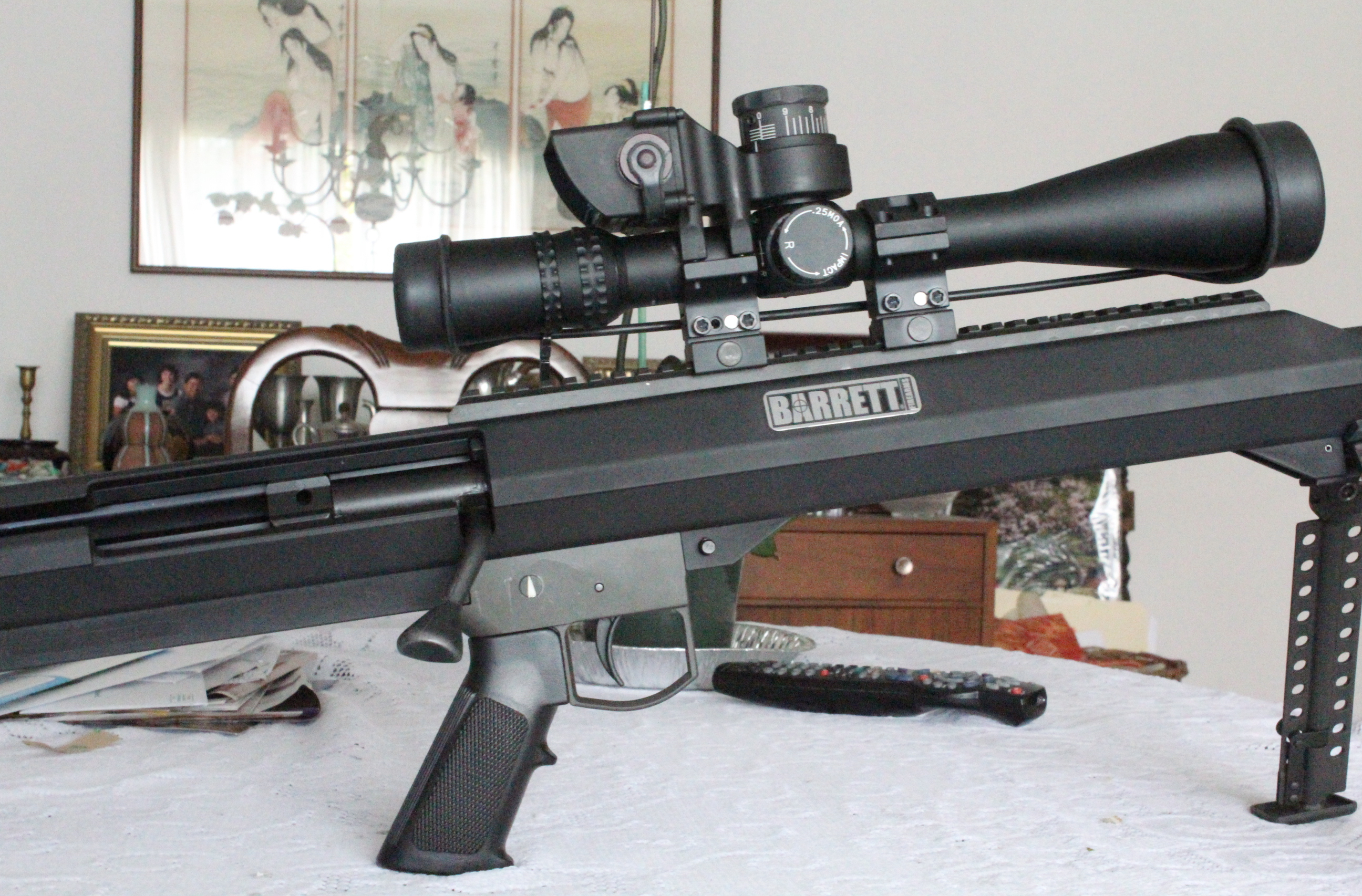
Barrett M99 più ottica

Otturatore e culatta sono posti dietro al grilletto. Questo modello, a differenza dei precedenti, presenta un receiver in lega d'alluminio in un pezzo unico (nell'M82 e nell'M95 erano due pezzi in lamiera d'acciaio stampata), il gruppo impugnatura-grilletto è fissato al receiver grazie a tre push-pin (due posteriori e uno anteriore) e può quindi essere velocemente smontato per la pulizia e la manutenzione, mentre nei modelli precedenti era parte integrante del low-receiver.
L'otturatore dell'M99 è ricavato da un unico pezzo d'acciaio, e presenta ben 15 alette di bloccaggio (nell'M95 erano tre), che vanno a inserirsi nella culatta e ne assicurano un'ottima chiusura. Come nell'M95 non sono presenti mirini metallici, ma una guida di tipo Picatinny costituisce parte integrante del receiver; in questo modello manca anche il monopiede nella calciatura tipico dei modelli precedenti, mentre il bi-pod è dotato di gambe regolabili ed è velocemente rimovibile.

## Curiosità
L'M99 è usato anche per concorsi di tiro su lunga distanza, e nel 2001 ha stabilito il record mondiale nelle 1000 yards con il calibro .50 BMG, con una rosata di 5 colpi in solo 4,09 inches (104 mm).